# 胡倬 (清朝)
胡倬（？—？），清朝政治人物。
咸丰二年八月初六（1852年9月19日），由翰林院侍读调任廣西學政。